# Чечвинський туфовий горизонт
Че́чвинський ту́фовий горизо́нт (Чечвинські туфи) — геоморфологічне утворення в Українських. Розташоване в межах Рожнятівського району Івано-Франківської області, біля південної околиці села Нижній Струтинь. 
Об'єкт являє собою скелясте урвище на лівобережжі річки Чечва. Довжина урвища — бл. 250 м, висота до 60 м. Природоохоронного статусу не має. 

## Геологія

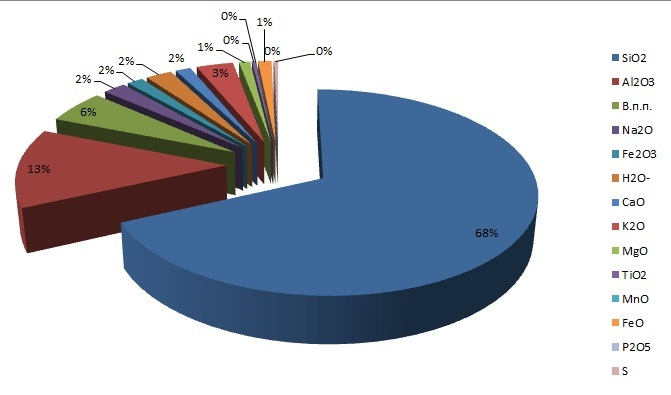
Кругова діаграма хімічного складу чечвинських туфів. Середнє з 16 хімічних аналізів (аналізи виконані в лабораторії неорганічної хімії УкрДГРІ, аналітики А. Ісюк та Ю. Шевченко)

Чечвинський туфовий горизонт — це відслонення стратиграфічного підрозділу міоценових відкладів складчастих Карпат і Передкарпатського прогину. Представлений товщею туфо-аргілітів і туфів у верхній частині верхньоменілітової підсвіти. Потужність горизонту в опорному розрізі становить бл. 45 м. Туфи світло-сірі з голубуватим відтінком, вітрокластичні, пелітової розмірності, міцнозцементовані з нерівним зламом.